# Lithocarpus kontumensis
Lithocarpus kontumensis är en bokväxtart som beskrevs av Aimée Antoinette Camus. Lithocarpus kontumensis ingår i släktet Lithocarpus och familjen bokväxter. Inga underarter finns listade.